# Lista personalităților din Bălți
Aceasta este lista personalităților ce s-au născut sau au trăit în Bălți.

## Politică
- Emanoil Catelli - deputat în Sfatul Țării, senator și președinte al Senatului României, prefect al județului Bălți
- Marian Lupu - născut la Bălți, președintele Partidului Democrat; președintele Parlamentului Republicii Moldova
- Vadim Pirogan - născut la Bălți, fost elev al Liceului „Ion Creangă” din Bălți, scriitor și deținutul politic, fondator al Asociației Foștilor Deținuți Politici și Veteranilor Armatei Române
- Ion Pelivan - creatorul primei grupări naționale din Bălți (în 1917), a dus o activitate febrilă împotriva rusificării Basarabiei de către imperiul țarist, deținut politic
- Carol Schmidt - primar al Chișinăului

## Știință
- Traian Ataman (născut Răileanu) - născut la Bălți, profesor doctor universitar, actualmente stabilit în București
- Ianina Baicalov - medic emerit al Republicii Moldova, fondatoarea serviciului Asistența Medicală Urgentă din Bălți
- Eugen Coșeriu - absolvent al Liceul „Ion Creangă” din Bălți, doctor în Filologie și Filosofie, membru de onoare al Academiei Române, Doctor Honoris Causa al aproape 50 de universități din întreaga lume
- Nicolae Filip - academician, rector al Universității de Stat "A. Russo" din Bălți
- Valentin Belousov - născut la Bălți, matematician, membru corespondent al Academiei de Științe Pedagogice din URSS
- Nicolae Testemițanu - , a studiat la Liceul Ion Creangă din Bălți, reputat medic-chirurg și om politic din Republica Moldova
- Boris Boincean
- Teo-Teodor Marșalcovschi
- Marcu Văluță - pedagog, directorul Liceului Ion Creangă din Bălți
- Gheorghe Baciu - născut în Slobzia-Bălți, până în 1954 a locuit la Bălți, medic, profesor și șef de catedră la Universitatea de Medicină și Farmacie Nicolae Testemițanu din Chișinău
- Leonid Grom - născut la Bălți, a studiat la Liceul Teoretic de Băieți „Ion Creangă”, Medic; Profesor Universitar atestat; Doctor în Medicină; Medic Primar Medicină Socială (sănătate publică și organizare sanitară); Medic Primar boli contagioase; Membru titular al Academiei de Medicină din România; Specialist în malariologie; Medic Emerit al Republicii Populare România.

## Religie
- Visarion Puiu - Episcop al Hotinului cu reședința La Bălți

## Artă
- Geta Burlacu - născută la Bălți, interpretă, reprezentantă a Moldovei la Concursul muzical Eurovision, ediția 2008
- Natalia Barbu - născută la Bălți, interpretă, reprezentantă a Moldovei la Concursul muzical Eurovision, ediția 2007
- Nisn Belțer - cantor și autor de muzică liturgică evreiască, care a locuit la Bălți
- Vadim Crețu - născut la Bălți, pictor, membru al Uniunii Artiștilor Plastici din România
- Anatol Răcilă
- Iza Kremer - muzician, cântăreață de operă
- Lia van Leer - născută la Bălți, fondatoarea și directoarea Cinematecii și a Festivalului Internațional de film din Ierusalim
- Mircea Soțchi-Voinicescu - actor
- Mihai Volontir - actor
- Stela Popescu - născută la Bălți, actriță de teatru și film
- Colea Răutu - actor
- Irina Lachina - actriță
- Stefan Sadovnikov - pictor, scriitor
- Леонид Пинчевский - художник

## Arhitectură
- Etti-Rosa Spirer - arhitectul Bălțiului în perioada interbelică
- Boris Grițunic - arhitect-șef

## Sport
- Elena Gorohova -  născută la Bălți, biatlonistă și schioare fondistă, participantă la patru jocuri olimpice de iarnă
- Vadim Vacarciuc - halterofil, campion mondial în 1997, deputat al parlamentului Republicii Moldova (Partidul Liberal)

## Alți
- Gheorghe Briceag - președinte al Filialei Bălți a Comitetului Helsinki pentru Apărarea Drepturilor Omului, al șaptelea premiu Homo Homini din lume,